# 田代島
田代島（たしろじま）は、牡鹿半島の西側にある島である。宮城県石巻市に属す。島の面積2.92平方キロメートル、島の周囲11.5キロメートル、人口54人（住民基本台帳人口2022年3月末日）。島には大泊と仁斗田の2つの集落がある。「猫の島」と言われるほど多くのネコがここに生息している。

## 地理

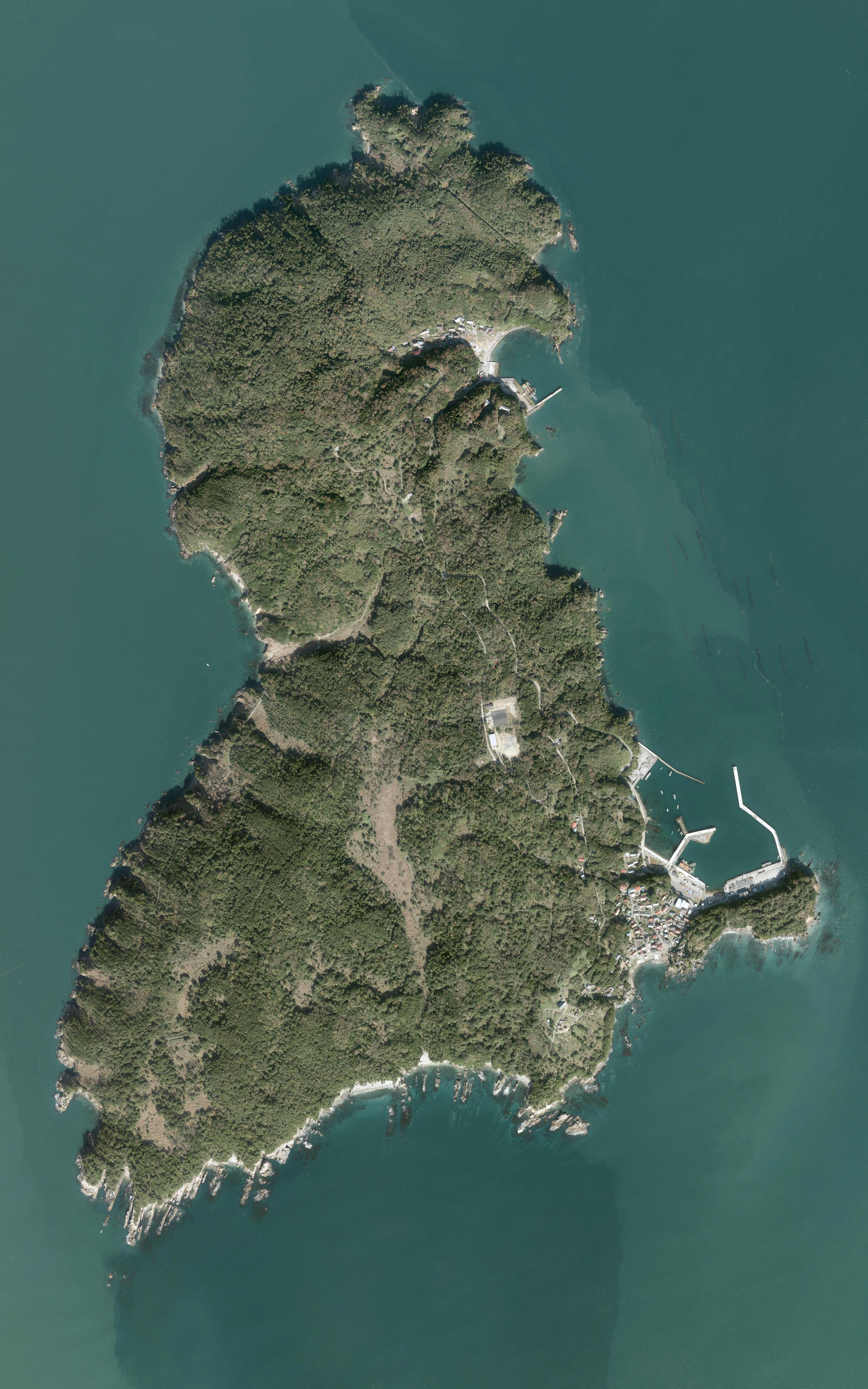
田代島の航空写真。国土交通省 「国土画像情報（カラー空中写真）」を基に作成。

田代島は三陸海岸の南端に当たる牡鹿半島の西側にあり、石巻市の中心市街地とは約17キロメートル離れた位置にある。三陸復興国立公園に含まれている。田代島の南東には、田代島と同じく有人離島である網地島が浮かんでいる。
島の北東部分に大泊、南東部分に仁斗田の集落と港がある。仁斗田と大泊は道なりに2キロメートルほど離れている。両者を結ぶ舗装道路の他に、島の西部を回る細い舗装道路がある。道路からの眺望は樹木によって遮られ良くないが、歩いて2時間から3時間で一周することが可能な広さである。西側に休憩用の東屋があり、その周辺からは石巻市街までの眺望や、海に沈む夕陽を望めることができる。
島の気候は温暖であり、寒暖の差は少なく、冬季の月平均気温は0度以下にならない。島内では温帯の常緑広葉樹であるタブノキの大木が見られる。
行政区画としては、田代島は1889年（明治22年）より牡鹿郡荻浜村であり、1955年（昭和30年）に荻浜村が石巻市に編入合併されてからは同市の一部である。
田代島の名称の由来は諸説ある。田代とは開墾して水田になるという意味で、開墾の希望によるものという考察がある。また、江戸時代の仙台藩の地誌『奥羽観蹟聞老志』によれば、「多曝島」の字をあて、波浪が島の断崖にうちよせる様子があたかも白い練り絹を日光にさらすようにみえることから島名が名付けられたという。

### 人口
昭和30年代には約1,000人の島民が居住していた。2005年（平成17年）国勢調査では、平均年齢71歳、高齢化率82パーセントであり、限界集落である。
| 調査年月日    | 調査法       | 人口  | 人口 |
| ------------- | ------------ | ----- | ---- |
| 1990年10月1日 | 国勢調査     | 191人 |      |
| 1995年10月1日 | 国勢調査     | 147人 |      |
| 2000年10月1日 | 国勢調査     | 130人 |      |
| 2005年10月1日 | 国勢調査     | 112人 |      |
| 2010年10月1日 | 国勢調査     | 81人  |      |
| 2015年10月1日 | 国勢調査     | 62人  |      |
| 2020年10月1日 | 国勢調査     | 43人  |      |
| 2009年3月末日 | 住民基本台帳 | 94人  |      |
| 2010年3月末日 | 住民基本台帳 | 97人  |      |
| 2011年2月末日 | 住民基本台帳 | 95人  |      |
| 2012年3月末日 | 住民基本台帳 | 86人  |      |
| 2013年3月末日 | 住民基本台帳 | 86人  |      |
| 2014年3月末日 | 住民基本台帳 | 85人  |      |
| 2015年3月末日 | 住民基本台帳 | 82人  |      |
| 2020年3月末日 | 住民基本台帳 | 61人  |      |
| 2024年3月末日 | 住民基本台帳 | 48人  |      |

## 歴史
仁斗田には縄文時代の人々の活動痕跡である貝塚が残っており、仁斗田貝塚として宮城県指定史跡となっている。アワビやサザエなどの貝類、土器、石器、漁具がここで見つかっている。
江戸時代、田代島では大謀網（だいぼうあみ。大型の定置網。）を用いた漁業が営まれ、これによりマグロやタイが獲られていた。また、田代島は網地島と共に仙台藩の流刑地でもあった。軽度の罪人がここに配流されたが、島で死んだ流罪人もおり島内に彼らの墓碑数基が残っている。1739年（元文4年）には、ロシアの探検家ヴィトゥス・ベーリングによる第二次探検隊の分遣隊が網地島沖と田代島沖に現れた。島民と船員の交渉について、島民が記録を残している。
2011年（平成23年）3月11日に発生した東北地方太平洋沖地震（東日本大震災）により、田代島では震度6弱が観測され、約130センチメートルの地盤沈下により船着き場が水没した。高さ10メートル強の津波が襲来し、沿岸部の家屋やカキの養殖棚などの漁業施設が流失する等の被害を受けた。

## 産業
島民の約8割が第一次産業に従事する。以前は、島の南中央部にある谷筋などで稲作が行われていたが、既に耕作放棄地となっている。現在は漁業が主産業で、大型定置網や刺し網等の沿岸漁業、および浅海養殖業が行われている。釣りスポットとして知られており、民宿の宿泊客のほとんどが釣り客である。
東北地方太平洋沖地震に伴う津波によりカキの養殖棚が流出するなどの被害に加え、漁師の高齢化が進んでいるため漁業は停滞している。
名産品として、カキ、アワビ、ヒジキがある。

## 猫の島
島では猫が大事にされ自然繁殖しており、島民よりも猫の個体数が上回っている。島のほぼ中央に猫神社があり、島の漁師にとって大漁の守護神である「猫神様（美與利大明神）」が祀られている。この猫神社のある景観は国土交通省が2009年（平成21年）に発表した「島の宝100景」の1つに選定された。
猫にまつわる島の言い伝えは次のようなものである。田代島沿岸では江戸時代から大謀網が盛んに行われていた。大謀網は気仙沼周辺から来る漁師と島民によって営まれ、漁師たちは島内に設置されたいくつもの番屋で寝泊りしていた。番屋の食べ物は豊富であり、漁師らの食べ残しを求めてネコが集まるようになり、漁師とネコとの関係が密になって、ネコの動作などから天候や漁模様などを予測する風習が生まれた。ある日、大謀網を設置するための重しの岩を漁師が採取していたところ、崩れた岩がネコに当たり死んだ。これに心を痛めた網元により死んだ猫が葬られ、猫神様になったという。すると、大漁が続き、海難事故もなくなったという。
島内では犬は猫の天敵とみなされており、犬を島内に持ち込むことは原則禁止されている。また、観光客による猫への餌やりは禁止されている。仁斗田港の待合所などに餌の寄付ボックスがあり、ここに餌を寄付することで島民が適量を与えるシステムとなっている。
2004年（平成16年）9月、釣りが趣味の東京都出身と岩手県出身の夫婦が、脱サラして仙台市から田代島に移住し、民宿を始めた。2006年（平成18年）2月14日にはブログを開始。当初は島の暮らしや釣りおよび民宿の情報を載せていたが、同年5月20日にテレビ朝日系列「人生の楽園」でネコが多い島としても紹介され、同年7月22日にフジテレビ系列『めざましどようび』の番組DVD『にゃんこ THE MOVIE』が発売されると、同DVDに収録された田代島の「たれ耳ジャック」という名のネコのエピソードが影響して愛猫家のアクセスが増加し、田代島を「ネコの島」として発信するブログへと次第になっていった。『にゃんこ THE MOVIE』はシリーズ化し、毎回「たれ耳ジャック」のその後のエピソードが収録された。他のマスメディアでも田代島は「ネコの島」「猫の楽園」などと紹介され、猫を目当てとした観光客が多数訪れるようになった。
2007年（平成19年）8月、翌年の仙台・宮城デスティネーションキャンペーン（2008年10月1日 - 12月31日）についての県と住民の会議があった。このとき、プレデスティネーションキャンペーン（2007年10月1日-12月31日）期間中に実施するモニターツアーの企画が話し合われ、同年11月3日に田代島初のネコ観察を目玉とするパッケージツアー「ジャックを探せ」ツアーが催行された。同時に島内のネコの写真展も開催された。仙台・宮城デスティネーションキャンペーンが始まった2008年（平成20年）10月1日から1年間における石巻・田代島の離島航路の利用客数は約1万3700人と、44パーセントの大幅増となった。2009年（平成21年）になると、国内のみならず台湾や香港のテレビ局が取材で来島し、外国人観光客も見られるようになった。
2011年の東日本大震災では、島に棲み着く猫に関しては、飼い猫と野良猫の中間のいわゆる地域猫であることから、港や漁船の被害により住民や漁師から餌を得る機会が減ったのではないかと心配する全国の愛猫家から支援物資としてキャットフードが届けられた。また、田代島の復興事業の一つとして、島の猫を活用した「田代島にゃんこ・ザ・プロジェクト」が同年6月から行われている。日本全国の愛猫家から1口1万円の寄金を募ってカキ養殖再生のための資金とし、謝礼としてオリジナル猫グッズなどを発送するというもの。このプロジェクトにより、震災前には30数台存在したカキ養殖棚が、2012年初頭頃時点で4台が復旧、そして2014年には田代島産カキを使用した加工食品を支援者に対する返礼品として発送出来るまでに回復してきている。更に、ドイツで獣医師として活動するクレス聖美も、東日本大震災の惨状をドイツの自宅で目の当たりにしたところから「獣医師として何か手助けしたい」と思い立ち、加えてクレス自身が大の猫好きでかつ田代島には以前から足を踏み入れたいという願望を抱いていたことも相俟って、震災から5ヶ月経った2011年8月に初来島、以後約2ヶ月おきに田代島の猫へのボランティア診療のため来島を続けている。なお、初来島の翌月・2011年9月に石巻市内で猫のパルボウイルス感染症が発生した際には、同じく石巻市内に所在する田代島の猫たちが感染による全滅の危機に瀕しているとして緊急来日、数日かけてワクチン接種を実施した。また、震災後に欧米メディアで取り上げられる機会も度々あった。
島民の間では、猫目当ての観光客が騒々しいという意見もあるが、石巻と島を結ぶ定期船は多数の観光客により維持されているとして感謝の声も聞かれる。

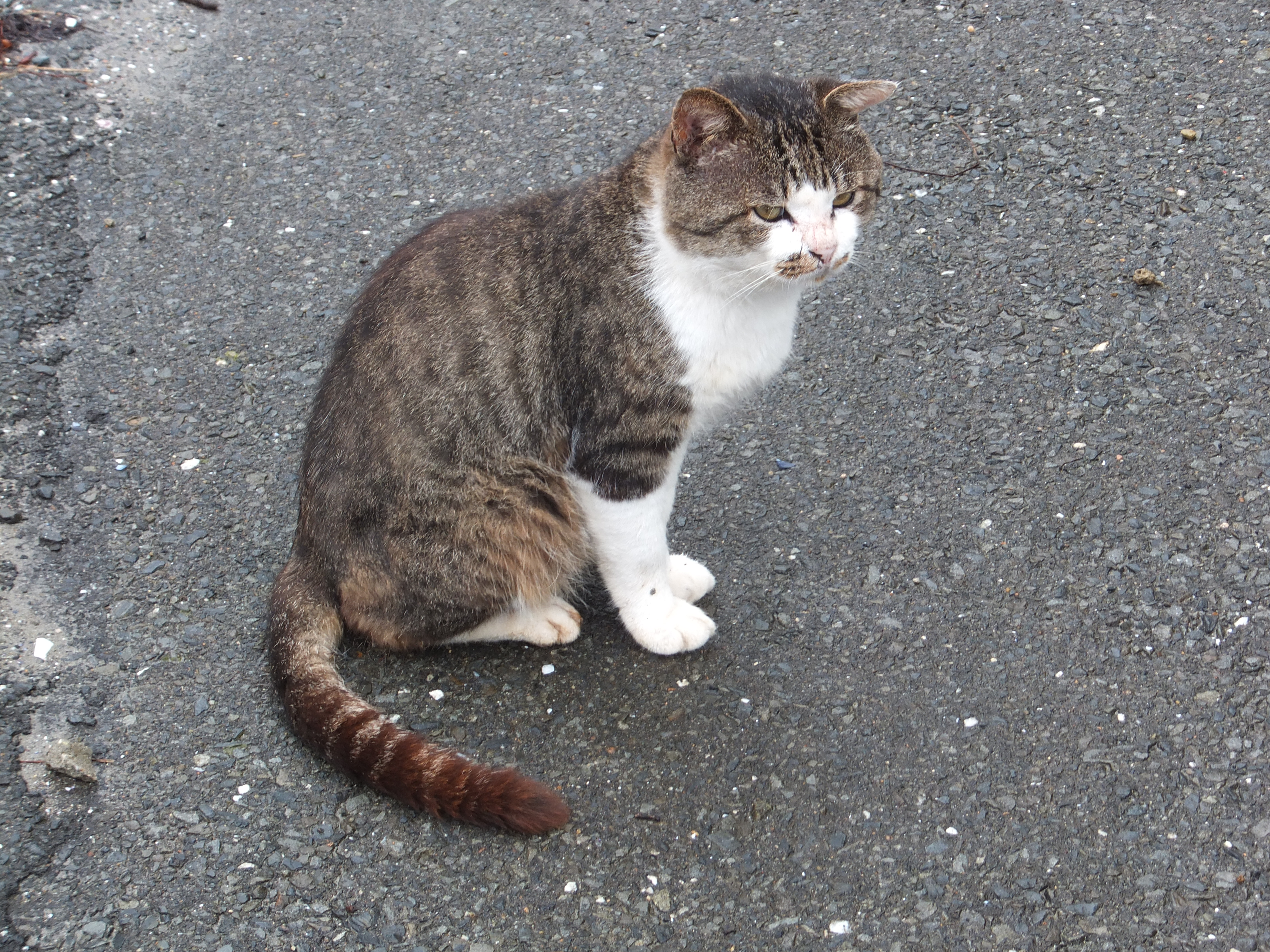
田代島のアイドル猫、ねこ太郎。2016年3月に死んだ。DVDや本にも登場し、島内ではグッズが売られていたこともあった。
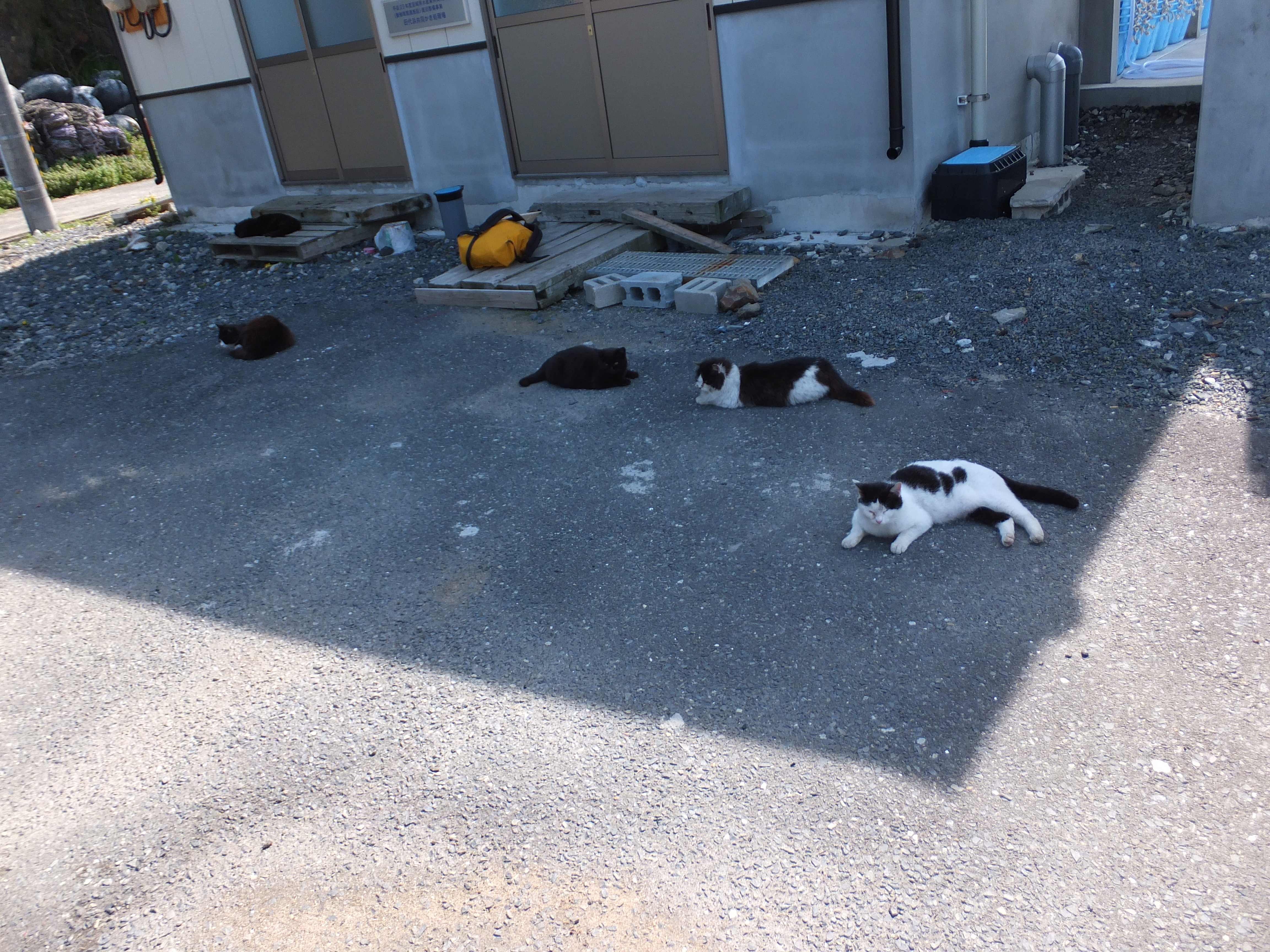
仁斗田港の近くにいる猫たち。

## 生活
上水道は海底送水、屎尿やゴミは本土へ搬送処理している。島にはガソリンスタンドがないため、油船が2ヶ月に1度寄港し、島にガソリンや灯油を供給している。
- 学校 - 石巻市立田代小学校・中学校があったが1989年（平成元年）3月に廃止。廃校を利用した田代島自然教育センターが設置されたが、これも2008年（平成20年）度末に廃止[32]。
- 商店 - 雑貨店が2店と自動販売機が数台有る。
- 携帯電話 - 全島がサービスエリア。
- 放送 -
- 医療機関 - 田代診療所がある。
- 金融機関 - 有人窓口・ATMともに無し。
- 郵便局 - 仁斗田に田代島簡易郵便局があったが、2014年（平成26年）4月1日から一時閉鎖[33]の後、2019年（令和元年）11月1日に廃止[34]。
- 食堂 - ｢島のえき｣（猫神社の近く）及び｢田代島歴史資料館｣（クロネコ堂と併設）にて軽食可能。または予約にて民宿に依頼。
- 民宿 - 7軒あり。
- 避難用ヘリポート - 田代小学校跡に設置｡

## 文化・名所・観光
任意団体の「石巻市田代島獅子舞保存会」があり、伝統の「田代島獅子舞」を保存している。
登米市出身の石ノ森章太郎と縁りが深い石巻市が漫画を用いた地域振興をしていることから、2000年（平成12年）4月にアウトドア施設の「マンガアイランド」が設置された。施設内には、同島で大事にされているネコをデザインしたロッジが5棟ある。漫画家の里中満智子およびちばてつやがデザインしたロッジ、志賀公江、木村直巳、御茶漬海苔が内装ペイントを施したロッジがある。レンタサイクルや釣り道具のレンタルサービスもある。マンガアイランドのセンターハウス2階は活動室となっており、多くの漫画家が描いた猫の絵とサインが展示されている。
「ネコの島」として注目されていることから、「石巻市愛ランドプラン」では、瀬戸内海の犬島と連携・協働の取り組みを進める構想も示された。
テレビ番組『芸能人が本気で考えた!ドッキリGP』においては島民が全面協力し、ターゲットとなるタレントをウソのロケ企画で島内に呼び寄せ、「島民全員が“化け猫”に取りつかれてしまう」という一大ドッキリ企画が行われた。
なお、高潮や海産物が捕れない時期は、島内の民宿は一般の観光客を受け付けていないことがある。観光の際は事前に宿泊先に確認されたい。
- 平塚八太夫の土蔵 - 交易で財をなした人物の蔵が残る。
- 三石観音
- 田代島ポケットビーチ（海水浴場）
- 凪の間 - 仁斗田港から近く、磯遊びに適する。
- 二鬼城崎灯台
- 鹿島神社
- 大六天神社

### 民話
- 化け猫ポン太
- カッパの恩返し
- 大蛸と音が洞
- 海から上がった観音様
- 仏浜
- 満蔵寺の物語

## 交通

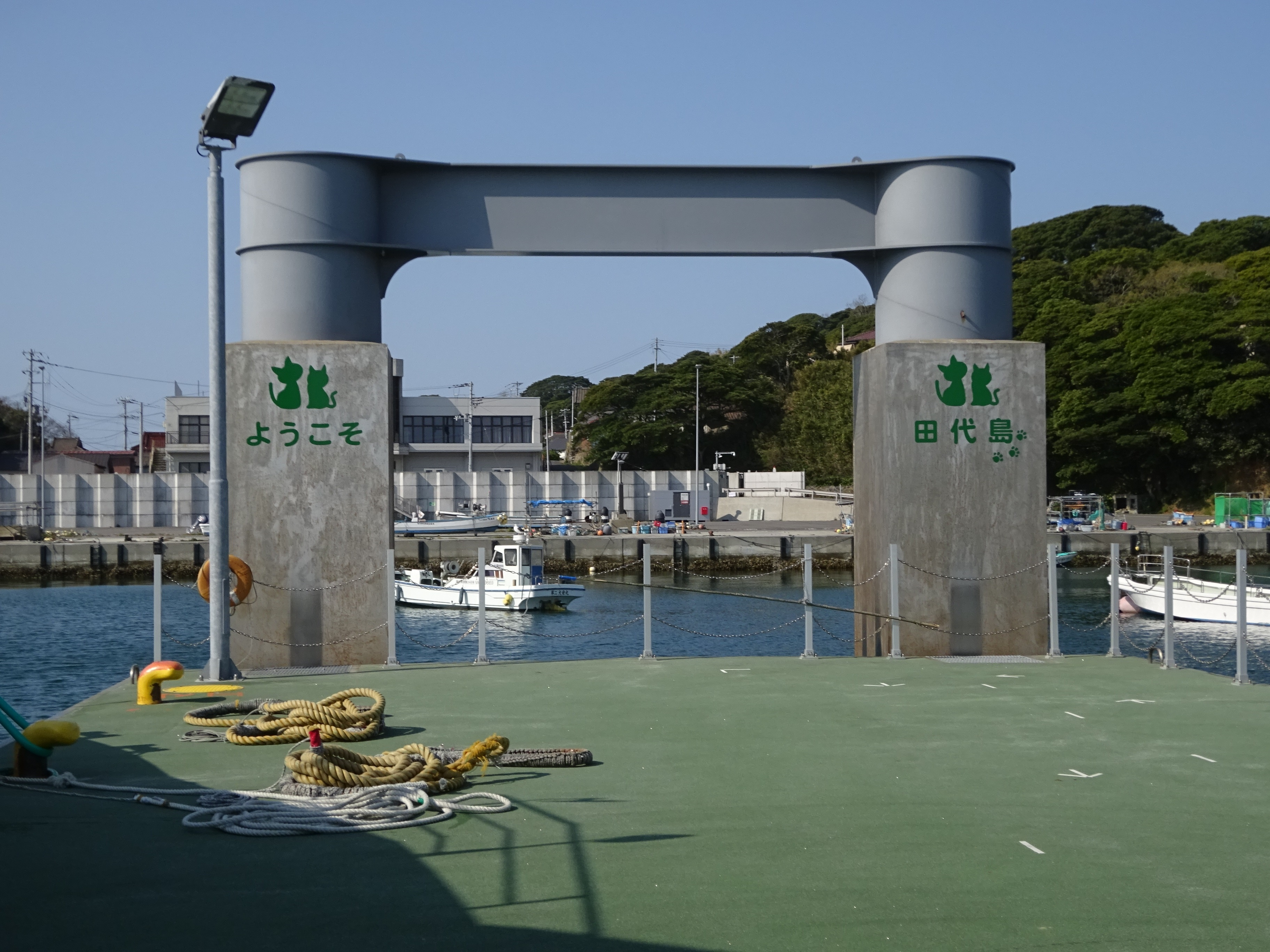
ネコのイラストが描かれている田代島の仁斗田港。

本土の石巻（石巻中央発着所・門脇発着所）、田代島、網地島、牡鹿半島の鮎川を結ぶ網地島ラインの航路がある。網地島ラインは田代島では大泊港と仁斗田港の2箇所に発着する。
石巻中央発着所または石巻門脇発着所から大泊港までの所要時間は約40分から50分程、仁斗田港までの所要時間は約50分から60分程である。いずれも便により所要時間が異なる。石巻と鮎川を結ぶ船は1日3往復あり、この他に田代島や網地島を始発、終着とする便がわずかにある。7月中旬から8月中旬は夏季ダイヤとなり1日4往復から5往復に増便される。田代島が猫の島として人気を得てからは行楽期を中心に満員で乗船できない場合もあり、随時臨時便を出して対応しているほか、満員となった場合はその直後に2艇目を続行で運航することもある。

## 番組・書籍など
テレビ番組
- 「犬を飼ってはいけない島!?」（『カミングアウトバラエティ!!秘密のケンミンSHOW』内「ヒミツの島民」）

読売テレビ制作、日本テレビ系列全国ネット 2007年10月18日放送。
- 「離島で屋台0円生活[42]」（テレビ朝日系列『いきなり!黄金伝説。』）

濱口優が訪れた。2007年11月1日・8日 全国放送。
- 「猫天国の田舎に行きたい![43]」（テレビ東京系列『田舎に泊まろう!』）

旅人は麻丘めぐみ。テレビ東京 2008年6月29日放送。
- 「猫に招かれて 〜宮城 石巻 田代島〜」（ウィークエンド東北内『東北小さな旅』）

NHK仙台放送局制作、東北6県ブロックネット 2009年3月7日放送。
- 「ねこの島便り 〜島民80人 猫100匹〜[44]」（フジテレビ系列『ザ・ノンフィクション』）

関東広域圏 2009年4月26日放送。その他の系列局では後日放送。
- 「猫の楽園[45]」（NHK『ドキュメント20min.』）

NHK仙台放送局制作、2009年6月12日 全国放送。
- 「千客万来! ネコの島[46]」（フジテレビ系列など『情熱エンジン』）

仙台放送制作、東北7県ブロックネット 2009年6月放送。
- 「猫はこたつで丸くなる？猫島の島民に支えられた大実験」（テレビ朝日『シルシルミシル』）

2011年3月9日放送。
- 「Cat Heaven Island 貓島之人生」[47]（香港 RTHK - RTHK31 世情2系列） 2017年1月26日放送。
- 「田代島で猫を激写する旅」（テレビ西日本『ゴリパラ見聞録』）

2018年8月3日放送。視聴者からの依頼でゴリけんとパラシュート部隊が訪れた。
DVD
- 『にゃんこ THE MOVIE』（2006年7月22日 ポニーキャニオン。ナレーション：篠原涼子） - たれ耳ジャック
- 『にゃんこ THE MOVIE 2』（2007年7月18日 ポニーキャニオン。ナレーション：小西真奈美） - たれ耳ジャック
- 『にゃんこ THE MOVIE 3』（2009年2月18日 ポニーキャニオン。ナレーション：田中麗奈、主題歌：JUJU）  - たれ耳ジャック
- 『ねこぱらだいす〜田代島の猫たち〜』1&2（2010年2月22日 スカイモーションピクチャーズ）
- 『ねこ島日記』（2010年8月27日 ポニーキャニオン。ナレーション：平野綾）
- 『田代島ねこぱらだいす』（2012年3月11日  スカイモーションピクチャーズ）田代島の人気猫ねこ太郎の映像など収録。
- 『田代島ねこぱらだいす2』（2014年3月11日 スカイモーションピクチャーズ）『田代島ねこぱらだいす』の続編、震災後の新撮映像のみで制作されたもの。

書籍
- 『GO!GO!猫の島 たしろじま たれ耳ジャックと仲間たち』（2009年3月 有学書林。写真：岡崎裕武）ISBN 9784901757072
- 『田代島猫景色』（2010年2月27日 TOKIMEKIパブリッシング。写真：田中良直）ISBN 9784048951555
- 『ねこじま―TASHIROJIMA』（2010年12月 ブライト出版。写真：関由香）ISBN 9784861234569
- 『のらねこ。〜震災を越えて〜』（2012年3月23日 エンターブレイン。写真と文：中川こうじ）ISBN 9784047279476 ※全編、田代島での写真で構成。
- 『石巻・にゃんこ島の奇跡』（2012年4月5日 アスペクト。著者：石丸かずみ）ISBN 9784757220508 ※上記の「田代島にゃんこ・ザ・プロジェクト」についてまとめた単行本。
- 『田代島ねこ便り』（2017年2月17日 実業之日本社。著者：ねこ太郎）ISBN 4408414492 ※ブログ村「猫絵・猫マンガ」人気ランキング1位獲得の人気ブログ「田代島ねこ便り」の書籍化。島の猫たちのお笑いフォトコミック。